# Santé Les Amis
Santé Les Amis és un grup de música electrònica, disco punk i pop rock formada el 2007 a Montevideo, Uruguai.
Els temes fill compostos produïts i porcions Santé Les Amis. Els discs sí que poden baixar gratuïtament porció internet, from do page oficial. El vídeo de la cançó "I Wanna Be There" porció dirigit Federico Grampin.

## Discografia
- 2008, Santé Les Amis
- 2008, Bisiesto
- 2010, Morning Shine
- 2012, Sudamericana
- 2013, Sudamericana remixes y versiones.[4]

Tots els temes són compostos i produïts per Santé Les Amis. Els discos es poden baixar gratuïtament per internet, des de la seva pàgina oficial. Tenen un videoclip de la cançó I Wanna Be There dirigit per Federico Grampin.

## Premis
Pel seu disc homònim al maig de 2010 van estar nominats en la categoria "Millor Disc de Música Electrònica", Premi Graffiti. El mateix premi els va nominar com a "Millor Àlbum de Rock Alternatiu" el 2011. Aquest any també nominats a la 18. Edició dels Premis Iris, pel seu disc per " Morning Shine" guanyen el premi "Destacats de la xarxa".
- 2013, Premi Graffiti per millor àlbum de música electrònica i electro pop, Sudamericana.[9]